# Sianokosy (obraz Pietera Bruegla starszego)
Sianokosy (niderl. De hooitijd) – obraz olejny niderlandzkiego malarza Pietera Bruegla. Powstał w 1565, obecnie znajduje się w galerii dzieł sztuki należącej do rodziny Lobkowiczów w Zamku na Hradczanach w Pradze. Dzieło to jest namalowane techniką olejną na desce, ma wymiary 117 × 161 cm.
Obraz należy do cyklu obrazów przedstawiających poszczególne miesiące odpowiednie dla danej pory roku, wykonane dla prywatnego zleceniodawcy Niclaesa Jonghelincka. Wszystkie miały podobne formaty. Obecnie zachowało się jedynie pięć obrazów z tego cyklu: Myśliwi na śniegu, Sianokosy, Żniwa, Powrót stada i Pochmurny dzień.

## Opis
Jak w większości obrazów Bruegla, szczególnie w cyklu Pory roku, także i w tym kolory użyte w obrazie dobrze oddają atmosferę wczesnego lata w Holandii. Na pierwszym planie dominują kolory ciemnej żółci i zieleni, natomiast błękity w oddali, to wzmacnia wrażenie głębi przestrzennej obrazu. W swoim obrazie malarz przedstawił krajobraz otwarty ze szczytem góry w tle i rzeką, oraz zabudowaniami wiejskimi, dalsze szczegóły obrazu pozostają celowo zamazane, nad rozległym krajobrazem rozciąga się błękitne niebo z kłębiasto-pierzastymi chmurami spotykane latem.